# Mannervesi
Mannervesi är en fjärd i Finland. Den ligger i landskapet Egentliga Finland, i den sydvästra delen av landet, 210 km väster om huvudstaden Helsingfors.
Mannervesi ligger mellan Pyhämaa i väster och fastlandet i öster.